# Ołeh Oriechow
Ołeh Borysowycz Oriechow, ukr. Олег Борисович Орєхов (ur. 20 sierpnia 1967 w Kijowie, Ukraińska SRR) – ukraiński sędzia piłkarski FIFA, sędziuje mecze Premier-lihi. Najlepszy sędzia piłkarski Ukrainy 2007/08 według plebiscytu PFL.

## Kariera sędziowska
W 1994 rozpoczął karierę sędziowską w meczach lokalnych rozgrywek piłkarskich. Od 1995 sędziował mecze Amatorskich Mistrzostw Ukrainy, od 1996 w Drugiej Lidze, od 1997 w Pierwszej Lidze, a od 2002 w Wyższej Lidze Ukrainy. Sędzia FIFA od 2003 roku.